# Hordak
Hordak är en fiktiv karaktär i serierna Masters of the Universe. Hordak leder Evil Horde och var tidigare Skeletors lärare. Skeletor förrådde dock Hordak, som dock senare återvände till Eternia. Hordak kännetecknas av sitt vita ansikte, och fladdermussymbolen på sin rustning.
Hordak anses vara huvudskurken i TV-serien She-Ra: Princess of Power, där han är ärkefiende till She-Ra, He-Mans tvillingsyster. I serien styr han planeten Etheria med en armé av Horde Troopers. I vissa avsnitt försöker han erövra planeten Eternia.

## Actionfigur
Hordak släpptes som actionfigur 1985 och introducerades i miniserien Hordak: The Ruthless Leader's Revenge!. Han var senare med och byggde The Three Towers.

## TV-serier

### She-Ra: Princess of Power
Då actionfigurerna släpptes hade 1983 års tecknade TV-serie avslutats till förmån för She-Ra: Princess of Power. Filmations författare Larry DiTillio kom överens med Mattel att göra Hordak till She-Ra-seriens huvudskurk. Det gav också större könsjämlikhet inom medverkandet. I den tecknade filmen The Secret of the Sword och TV-serien rankas Hordak som general i den kosmiska staten Homeworld, ledd av Hord Prime. I TV-serien är han dock blå och inte grå som leksaken.
I filmen The Secret of the Sword avslöjas att He-Mans fiende Skeletor en gång var Hordaks favoritelev. Då prins Adam var barn, anföll Evil Horde Eternia och planerade att erövra. De misslyckades, men lyckades kidnappa prins Adams tvillingsyster prinsessan Adora. Hordak flydde från Eternia och lämnade Skeletor. Prins Adam växte upp, utan att veta att han hade en syster. Sorceress of Castle Grayskull raderade allas minne om Adoras existens.
Mycket senare ber Sorceress of Castle Grayskull prins Adam att ta ett magiskt svärd till en okänd kvinna som lever i en annan dimension. He-Man anländer till planeten Etheria, som erövrats av Hordak, där Hordak har en fästning som kallas Fright Zone. Under tiden har Hordak uppfostrat prinsessan Adora att vara stygg och elak, och leda Evil Horde. Snart upptäcker He-Man att hon är hans syster och att det magiska svärdet är till för henne. Hon blir då She-Ra, Princess of Power. She-Ra allierar sig sedan med He-Man. Hordak blir besviken då She-Ra byter sida, och än mer besviken över att ha fått en så stark ny fiende. På Etheria vet Hordak och de flesta andra inte om She-Ras identitet.
I den tecknade filmen The Secret of the Sword följer Hordak prinsessan Adora till Eternia och träffar sin forne elev Eternia. Efter strid kommer de överens om att alliera sig. De kidnappar prinsessan Adora, men Skeletor förråder Hordak och skickar tillbaka honom till Etheria. Prinsessan Adora sticker dock från Skeletor och återvänder till Etheria med Adam. He-Man och She-Ra slår till mot Evil Horde på Etheria. He-Man måste dock sedan tillbaka till Eternia, medan prinsessan Adora stannar på Etheria för att leda upproret.

### 2002 års TV-serie
I 2002 års TV-serie är Hordak en krigsherre från Eternia som med sin armé gjorde uppror mot Castle Grayskulls ursprunglige härskare kung Grayskull. Konfliktet upphörde då Hordak försökte flytta hela Castle Grayskull, men misslyckades och istället förstördes bara området omkring och Hordak och hans armé kördes iväg. Hordak räddade sedan Keldors liv, och Keldor började gå under namnet Skeletor. I avsnittet "The Power of Grayskull" förintar Hordak en av sina generaler då han sagt goda råd, som Hordak dock inte gillar.
Senare söker Hordak hjälp från Skeletor, men Skeletor överraskar Evil-Lyn och He-Man. Då Evil-Lyn lyckas befria Hordak med hjälp från greve Marzo, som dock senare sticker iväg.
Hordak var tänkt att släppas som actionfigur även i denna version, samt vara huvudskurkunder tredje säsongen. Enligt Ian Richter från Mattel var det tänkt att Hordak försöka erövra Eternia, men sedan besegras av Skeletor. Leksakstillverkningen och TV-serien avbröts dock efter andra säsongen, så någon tredje säsong blev aldrig av.

## Krafter och förmågor
I 2002 års serie medverkar Hrodak i tillbakablickar, och beskrivs som stark magiker, även starkare än Skeletor, men utat förlitande på teknik, förutom hans Horde Troopers, även om det inte nämns om de är robotar som i originalversionerna.

## Hordak i övrig media
Fastän Hordak ursprungligen främst är She-Ras huvudfiende har han utanför She-Ra-TV-serien kommit att ses om en av He-Mans huvudfiender. Då Hordak Han medverkar i Star Comics och Marvel Comics serier i USA som fiende till He-Man, och i brittiska London Editions. London Editions publicerade även en kortlivad serie där Hordak är huvudskurk och styr Etheria och försöker erövra Eternia. Den brittiska serien förklarar också att han har två fästningar, som båda kallas Fright Zone, en på Etheria och en på Eternia, och den senare är Mattels Fright Zone lekset. De brittiska tecknade serierna uppger att han kommer från planeten Academica.

## Horde Prime och Hordak
I Filmations TV-serie medverkar Horde Prime, som i avsnittet The Peril of Whispering Woods kallar Hordak Uncle (en: Farbror). Vissa menar att de därför är bröder, andra att det bara är en term.

## Mantisaur
Hordaks husdjur är Mantisaur, likt He-Mans Battle Cat och Skeletors Panthor. Mantisaur medverkar första gången i miniserien "Between a Rock and a Hard Place!", där han talar och kan kommunicera med insekter. Mantisaur medverkar även i Star Comics MOTU-serier, där han är grön i stället för röd och svart.

### Fotnoter
1. ↑  ”2009 Hordak action figure box back”. I.toynewsi.com. Arkiverad från originalet den 10 maj 2009. https://web.archive.org/web/20090510103640/http://i.toynewsi.com/g/index.php?mode=view&album=Mattel%2FMOTU%2FHordak&pic=02.jpg&dispsize=600&start=0. Läst 29 augusti 2009.
2. ↑  Hart, Hugh (11 augusti 2002). ”Who da man? 'He-Man'”. San Francisco Chronicle. Arkiverad från originalet den 24 april 2010. https://web.archive.org/web/20100424062306/http://articles.sfgate.com/2002-08-11/entertainment/17555624_1_anime-kiki-s-delivery-service-rings/3. Läst 7 mars 2010.
3. ↑  Villarreal, Phil (4 augusti 2006). ”Phil Villarreal's Review: Still a surefire hit with 6-year-olds”. Arizona Daily Star. http://azstarnet.com/entertainment/movies/article_824e5905-7b2a-51c4-98ec-31d523f22db0.html. Läst 20 oktober 2009.
4. ↑  ”2000s-era design art”. Arkiverad från originalet den 25 augusti 2011. https://web.archive.org/web/20110825030435/http://princessofpower.co.uk/pages/images/toys/dolls2000/hordak-box-back.jpg. Läst 29 augusti 2009.
5. ↑  ”The Best of She-Ra: Princess of Power Review”. IGN.com. http://uk.dvd.ign.com/articles/723/723078p1.html. Läst 21 september 2009.
6. ↑  ”She-Ra Princess of Power Volume II”. Comic Book Bin. http://www.comicbookbin.com/she-ra001.html. Läst 5 mars 2010.
7. ↑  ”She-Ra’s Second Due in Sept.”. Animation Magazine. http://www.animationmagazine.net/article/7069. Läst 7 mars 2010.
8. ↑  ”Ian Richter's answers to fan question revealed! Please discuss in this thread...”. He-man.org. http://www.he-man.org/forums/boards/showthread.php?t=118744. Läst 8 maj 2009.
9. ↑  ”Masters of the Universe Season Two Slithers To A Successful, If Premature, Ending”. Toon Zone. Arkiverad från originalet den 24 april 2017. https://web.archive.org/web/20170424091619/http://www.toonzone.net/masters-of-the-universe-season-two-slithers-to-a-successful-if-premature-ending/. Läst 24 februari 2010.